# Afløbsrens
Afløbsrens er betegnelsen for en basisk opløsning, som kan opløse propper i afløb. Disse propper består som oftest af forskellige fedtstoffer, som følger med spildevandet og størkner, når spildevandet afkøles. Den mest almindelige afløbsrens er en blanding af natriumhydroxid, også kaldet kaustisk soda eller natronlud, og kaliumhydroxid. Den kemiske betegnelse for natriumhydroxid er NaOH, som er en stærkt ætsende base. 
Nu om dage anbefales i stedet brug af mekaniske svuppere som følge af den miljøpåvirkning, som ætsende stoffer har.